# Dušan Bozoljac
Dušan Bozoljac, född 1985, är en serbisk handbollstränare.
Vänsterbacken spelade i Serbien för RK Župa Aleksandrovac, RK Fidelinka Radnicki Subotica, RK Planinka och RK Priboj innan han flyttade till Bosnien och Hercegovina till RK Gradac, RK Bosna Sarajevo och RK Konjuh Zivinice.Med Sarajevo vann han det bosniska mästerskapet och den bosniska cupen. Med Fidelinka deltog han i EHF-cupen 2004/05, med Bosna i EHF Champions League 2009/10 och med Konjuh i EHF Challenge Cup 2010/11. Efter en tid i Förenade Arabemiraten, tecknat med Al Shaab.